# 一丁目 (下田市)
一丁目（いっちょうめ）は、静岡県下田市の地名。住居表示実施済み。

## 地理
下田市の繁華街に位置し、人口密度も高い。

### 河川
- 稲生沢川

## 世帯数と人口
2017年（平成29年）4月1日現在の世帯数と人口は以下の通りである。
| 町丁   | 世帯数  | 人口  |
| ------ | ------- | ----- |
| 一丁目 | 440世帯 | 824人 |

## 小・中学校の学区
市立小・中学校に通う場合、学区は以下の通りとなる。
| 番・番地等 | 小学校             | 中学校             |
| ---------- | ------------------ | ------------------ |
| 全域       | 下田市立下田小学校 | 下田市立下田中学校 |

## 施設
- 下田市立下田幼稚園
- 下田八幡神社
- 宝福寺
- 海善寺

## その他

### 日本郵便
- 郵便番号 : 415-0021[2]（集配局：下田郵便局[6]）。

### 警察
町内の警察の管轄区域は以下の通りである。
| 番・番地等 | 警察署     | 交番・駐在所 |
| ---------- | ---------- | ------------ |
| 全域       | 下田警察署 | 中央交番     |